# Ang Chen Xiang
Ang Chen Xiang (* 3. Juli 1994) ist ein singapurischer Hürdenläufer, der sich auf die 110-Meter-Distanz spezialisiert hat und über diese Distanz aktuell Inhaber des Landesrekordes ist.

## Sportliche Laufbahn
Erste internationale Erfahrungen sammelte Ang Chen Xiang im Jahr 2011, als er bei den Jugendweltmeisterschaften nahe Lille mit 14,69 s in der ersten Runde ausschied. Anschließend nahm er an den Commonwealth Youth Games in Douglas teil und erreichte dort in 14,29 s über die U18-Hürden den sechsten Platz. 2015 nahm er erstmals an den Südostasienspielen in Singapur teil, schied aber mit 14,38 s im Vorlauf aus. Im Jahr darauf nahm er im 60-Meter-Hürdenlauf an den Hallenasienmeisterschaften in Doha teil und stellte dort mit 8,16 s einen neuen Landesrekord auf, gelangte damit aber nicht bis in das Finale. 2017 belegte er bei den Südostasienspielen in Kuala Lumpur in 14,55 s den fünften Platz und stellte zuvor in Bangkok mit 14,19 s einen Landesrekord über 110 m Hürden auf. Zwei Jahre später scheiterte er bei den Asienmeisterschaften in Doha mit 14,25 s in der ersten Runde und bei den Südostasienspielen in Capas erreichte er in 14,49 s Rang acht. 2022 steigerte er den Landesrekord über 110 m Hürden auf 13,97 s und startete im März über 60 m Hürden bei den Hallenweltmeisterschaften in Belgrad, bei denen er mit 7,91 s in der ersten Runde ausschied. Im Mai gewann er dann bei den Südostasienspielen in Hanoi mit Landesrekord von 13,94 s die Silbermedaille über 110 m Hürden hinter dem Philippiner Clinton Kingsley Bautista. Im Jahr darauf gelangte er bei den Hallenasienmeisterschaften in Astana mit 7,94 s auf Rang sieben über 60 m Hürden. Im Mai siegte er bei den Südostasienspielen in Phnom Penh mit neuem Landesrekord von 13,83 s und schied anschließend bei den Asienmeisterschaften in Bangkok mit 13,99 s im Vorlauf aus. Im Oktober belegte er bei den Asienspielen in Hangzhou in 13,89 s den achten Platz. 
2024 verpasste er bei den Hallenasienmeisterschaften in Teheran mit 8,02 s den Finaleinzug über 60 m Hürden und im Jahr darauf schied er bei den Asienmeisterschaften in Gumi mit 13,87 s in der Vorrunde über 110 m Hürden aus.
In den Jahren 2022, 2024 und 2025 wurde Ang singapurischer Meister im 110-Meter-Hürdenlauf.

## Persönliche Bestleistungen
- 110 m Hürden: 13,80 s (0,0 m/s), 24. April 2025 in Singapur (singapurischer Rekord)
  - 60 m Hürden (Halle): 7,91 s, 20. März 2022 in Belgrad (singapurischer Rekord)